# Sitalcina catalina
Sitalcina catalina es una especie de arácnido del género Sitalcina, familia Phalangodidae. Fue descrita científicamente por Ubick and Briggs en 2008.
Habita en América del Norte.